# Zofia Mossakowska
Zofia Mossakowska – polska pisarka.
Studiowała romanistykę w Łodzi, u profesora Kazimierza Kupisza (któremu zadedykowana jest książka Kobiety z Ptasich Wysp), pracowała m.in. jako nauczycielka francuskiego i tłumaczka. 
Mieszka w Mönchengladbach w Niemczech. Mężatka, ma córkę.

## Publikacje
Powieści:
- Tęsknoty wasze bez granic, Toruń: "C&T", 1997.
- Że cię nie opuszczę aż do śmierci, Toruń: Wydawnictwo Adam Marszałek, 2001.
- Portrety na porcelanie, Warszawa: Prószyński i S-ka, 2004.
- Ich dwoje i Julia, Warszawa: Prószyński i S-ka, 2006.
- Dziesięć kroków od Calehm, Warszawa: MG, 2008.
- Kobiety z Ptasich Wysp, Warszawa: MG, 2008.

Opowiadania:
- Wigilia dla Iskarioty.
- Morderca motyli.
- Lekcja Mistrza Leonarda.
- Faraonka [w:] Opowiadania pełne pasji, Warszawa : Wydawnictwo MG, 2008.
- Koty i reksy [w:] Opowiadania pod psem i kotem wydawnictwa MG.

Bajka:
- Jaś w Mądrym Lesie, Toruń : Wydawnictwo Adam Marszałek, 1998.